# Britanniques
Cet article possède un paronyme, voir Britannique.

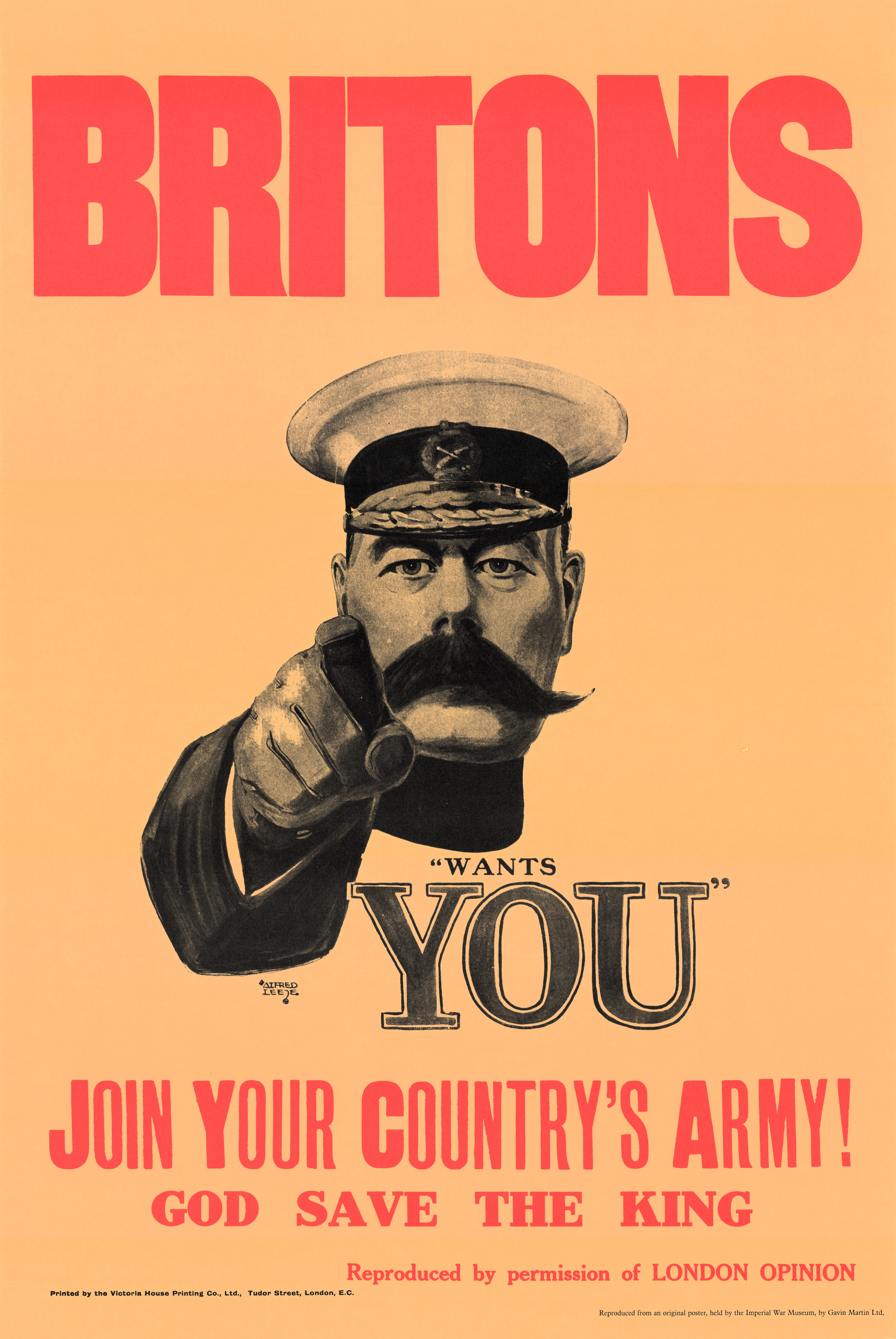
Version de la célèbre affiche de la Première Guerre mondiale Lord Kitchener Wants You, faisant référence aux Britons.

Les Britanniques, également appelés en anglais Britons (en français les Bretons insulaires), familièrement Brits, et de manière archaïque Britishers[réf. nécessaire], se définissent comme les citoyens ou les natifs du Royaume-Uni, des dépendances de la Couronne et des territoires britanniques d’Outre-mer, ainsi que leurs descendants. 
Le droit de la nationalité et de la citoyenneté britannique définit la citoyenneté britannique, qui peut être acquise, par exemple par filiation. La Grande-Bretagne a connu au fil des siècles des invasions qui ont remodelé la composition de sa population. Historiquement, les Bretons étaient la population indigène de la Grande-Bretagne qui habitait au sud du Firth of Forth.
Dans un sens étendu, le terme « britannique » peut également être utilisé pour faire référence aux habitants des Îles Britanniques, c'est-à-dire la Grande-Bretagne et l'Irlande.

## Ethnonymie
L'ethnonyme Britannique(s) est un emprunt au latin classique britannicus, terme créé à partir de Britannia.

## Ethnographie
- Anglais
- Écossais
- Gallois
- Cornique
- Nord-Irlandais (en)
- Statistiques ethniques au Royaume-Uni

## Diaspora
- Diaspora britannique (en)